# Йозеф Брегенцер
Йозеф Брегенцер (нім. Josef Bregenzer; 30 червня 1909 — 16 липня 1944) — німецький офіцер, оберст вермахту (1944, посмертно). Кавалер Лицарського хреста Залізного хреста з дубовим листям.

## Біографія
В 1927 році вступив солдатом в 21-й піхотний полк. Під час Польської кампанії служив у 245-му піхотному полку. З березня 1940 року — командир 12-ї роти, з грудня 1941 року — 1-го батальйону свого полку. Учасник Французької кампанії та Німецько-радянської війни. Відзначився у боях під Воронежем. З листопада 1943 року — командир 245-го гренадерського полку 88-ї піхотної дивізії. У березні 1944 року під його командуванням була створена бойова група, якій була доручена оборона переправ через Буг, на південний захід від Умані. 15 липня 1944 року був тяжко поранений у бою і наступного дня помер від ран.

## Нагороди
- Медаль «За вислугу років у Вермахті» 4-го і 3-го класу (12 років)
- Залізний хрест
  - 2-го класу (12 червня 1940)
  - 1-го класу (20 лютого 1942)
- Штурмовий піхотний знак в сріблі
- Медаль «За зимову кампанію на Сході 1941/42»
- Лицарський хрест Залізного хреста з дубовим листям
  - лицарський хрест (20 квітня 1943)
  - дубове листя (№427; 17 березня 1944)
- Німецький хрест в золоті (9 жовтня 1943)
- Відзначений у Вермахтберіхт (13 березня 1944)